# Barrage d'Oymapınar
Le barrage d'Oymapınar est un barrage de Turquie. Il est situé immédiatement en amont du barrage de Manavgat.

## Sources
- Side & Manavgat
- (en) www.dsi.gov.tr/tricold/oymapina.htm Site de l'agence gouvernementale turque des travaux hydrauliques